# Se equivocó la cigüeña
Se equivocó la cigüeña es una película de comedia y aventura mexicana de 1993, producida, escrita, dirigida y protagonizada por María Elena Velasco «La India María», junto a las actrices, Malena Doria, Alicia del Lago, Irma Dorantes, Aida Pierce y María Prado.

## Trama
La película comienza en una escena de un sanatorio de la capital de la República Mexicana (Hospital Sinaí) y en la habitación #206, en donde la esposa del acaudalado empresario, Roger Kuriansky acababa de dar a luz a un niño.
Minutos después de que el niño nació, una mujer vestida de enfermera platicó unos momentos con la madre del niño, y luego se llevó al crío con el pretexto de que debía ser revisado por el pediatra.
Resultó que las intenciones de esta mujer era robarse al niño para poder cobrar un rescate millonario (500,000 dólares) junto con "Fredy" y otros secuaces.
Al salir del hospital, la señora supo que la habían descubierto y para que no la agarraran con el bebé, se le hizo fácil esconderlo en una canasta (chiquihuite) que resulta ser el de María Nicolasa Cruz, que se encontraba nuevamente en la Ciudad de México.
Como María estaba vendiendo naranjas muy ricas y jugosas en medio del tráfico, no se dio cuenta de que el niño fue introducido en sus pertenencias, por lo cual no se explica por qué "Fredy" y la otra mujer la están  pesiguiendo, incluso adentro de la estación Etiopía del metro de la ciudad de México, a la que no pudo ingresar debido a las "pertenencias" bastante voluminosas que llevaba.
Al salir de la estación, ella corre de nuevo, siguen persiguiéndola y ella acaba metiéndose a un coche abandonado, en donde casi la encuentran, si no hubiese sido por su excelente habilidad para esconderse (aun habiendo un ratón adentro del auto).
Después, hay una escena con la madre, el padre y el abuelo bastante preocupados, pero manteniendo esperanza por el rescate que había ofrecido el abuelo del niño.
En la noche, María, toda mojada por la lluvia (y por 3 coches que la salpicaron en el tráfico) llega a la casa donde Gudelia, una amiga de su pueblo trabajaba para dos señoras mayores.
Ya en el cuarto de Gudelia, María le explica que al niño se lo habían echado en el chiquihuite y no le creyó, hasta que una de las patronas, habiendo visto las noticias por televisión, ver que ofrecían un rescate que no podía perderse y observando bien notó que el niño no se parecía nada a María empezó a sospechar; Y al decir Gudelia que como María ya no lo quería, se lo estaba regalando. Y finalmente la patrona descubrió el disfraz de enfermera, que la señora le había dejado junto con el niño. Con esto todas sus sospechas quedaron confirmadas y corrió a hablarle a la policía.
En ese momento, María corre huyendo a su pueblo.
Allá Don Cosme, su padrino, lleno de hijos que le habían dejado las primas de María se negó a quedarse con el niño que llevaba María.
"Fredy" y otro secuaz ("Chaparro")  fueron a la casa donde Gudelia trabajaba a preguntar violentamente dónde estaba la señora que tenía al niño, con las referencias que las patronas les dieron, de que el pueblo estaba por la carretera vieja a Oaxaca, se dirigieron para allá de inmediato.
Mientras tanto en el pueblo, María va a la iglesia y le dice al sacerdote toda la historia, quien tampoco le cree que el niño no es suyo. 
Después la policía judicial también manda a sus mejores agentes a encontrar a la mujer con el niño, ellos tardan más en encontrarla que "Fredy", quien se encontró a María Nicolasa comiendo tacos en un puesto ambulante del pueblo, no sin antes haber dejado al niño con otra señora amiga suya para que se lo criara. Después de perseguirla por largos ratos, al cómplice de "Fredy" se le sale decir que al niño lo quieren para cobrarle la recompensa a sus padres, por lo que María siguió corriendo y hasta se agarró a golpes con ellos. Su forma de pelear es bastante buena y en ocasiones parecían pasos de baile folclóricos.
La policía encuentra a "Fredy" y a su compañero peleando con María y todos huyen.
María huye tan desesperadamente que hasta llega a una corrida de toros y a ella le toca hasta subirse a uno para escapar de todo eso. Al final sale corriendo del espectáculo montando a caballo.
Pasó el tiempo y al cabo de 4 años, la familia Kuriansky ya había tenido 2 gemelas, mientras la mamá verdadera tenía la esperanza de volver a ver a su hijo mayor.
Después sale "Pedrito Cruz", como lo llama María después de 4 años de haberlo tenido con ella. No habían encontrado aún a sus papás verdaderos y María decidió mandar a Pedrito a la escuela.
Allá, al momento de inscribirlo, la directora sospecha del niño porque carecía de acta de nacimiento y porque no tenía ningún parecido con María, que decía ser su madre.
Llama entonces a los agentes de la policía judicial para que investiguen esto a fondo y cuando tratan de llevarse al niño, éste no se deja y corre al puesto de María, a quien Fredy perseguía nuevamente.
María se dejó guiar por la versión de este tipo: Que era su tío y él la había tratado de tan mala forma porque "llegó a pensar que formaba parte de la banda" y que quería deseperadamente llevarle el niño a sus padres y le dio más confianza aun cuando le ofreció llevarla con los padres del niño y ella se los entregara personalmente.
María encuentra a su Pedrito en un horno de carbón afuera de su casa, el niño se escondió allí para que los agentes de la policía no lo vieran.
Ella lo estaba bañando cuando llegan los policías a su casa diciéndole que estaba detenida. Ella les cierra la puerta y escapa con Pedrito por atrás, escondiendo al niño en un bote y ella sale a pelear con los agentes. A tal grado de fingirse la desmayada y después escapar con Pedrito atravesando un terreno que decía "Toros de Lidia", ella deja ropa tirada para que crean los policías que andaba cerca.
Ellos en lugar de ponerse a investigar más, se colocan las prendas en la cabeza y fingen ser árabes en el desierto.
Los toros se sueltan y ellos huyen corriendo.
Fredy que había perseguido a María en su pueblo, fue herido en la pierna por el disparo de un policía afuera de la Comisaría del pueblo,después robó una camioneta de un habitante del lugar para llevarse a María y al niño a la ciudad de México.
Al llegar Pedrito lloraba y se escapó de la camioneta, el hombre lo sigue y María trata de conducir la camioneta, lo cual logra sin mucho éxito y llama la atención de policías, los cuales persiguen al hombre, a Pedrito y a María adentro de un panteón, donde los atrapan. María y este hombre fueron llevados a una agencia del Ministerio Público, en donde se comprueba la inocencia y dejan libre a María. Después el abuelo y el padre de niño le agradecen profundamente a María la forma en que cuidó a Pedrito, quien fue llevado a un hospital porque su mamá por tercera vez iba a dar a luz.
El abuelo llevó a María al hospital para que pudiera despedirse de Pedrito y allí otra enfermera le dejó un bebé a María diciendo que iba a ver a un doctor.
Ella huye afuera con el bebé y esta vez, todos la agarran afuera del hospital.

## Reparto
- María Elena Velasco «La India María» como María
- Sebastián Ligarde como Fredy
- Claudio Brook como Chaparro
- Malena Doria como Bety (secuestradora)
- Juan López Moctezuma como Cura
- Fernando Montes como Pedrito (bebé): Eleazar Gómez (4 años)
- Alicia del Lago como Gudelia
- Irma Dorantes como Maestra
- Aida Pierce como Enfermera
- María Prado como Licenciada